# Kannaland
Kannaland es un municipio local sudafricano situado en el distrito de Eden, en la provincia de Cabo Occidental.

## Superficie
Kannaland tiene una superficie de 4765 km².

## Demografía
En 2022, tenía 31 986 habitantes, una densidad poblacional de 6,71 hab./km², y 8686 viviendas.